# Zdeněk Kunc
Zdeněk Kunc (16. března 1908, Praha – 10. května 1985, tamtéž) byl český lékař, akademik, spoluzakladatel československé a světové neurochirurgie, stejně jako Neurochirurgické kliniky Fakulty všeobecného lékařství UK a Ústřední vojenské nemocnice v Praze. 

## Život

### Mládí a začátek kariéry
Narodil se jako syn důstojníka v Praze a prožil tam téměř celý život. V mládí trávil prázdniny u strýce, lékaře v Sušici, kde poznal praxi venkovského doktora. Více než medicína ho však přitahovalo umění a architektura, po maturitě se chystal podat přihlášku na techniku. Na poslední chvíli změnil rozhodnutí a stal se studentem lékařské fakulty  Karlovy univerzity v Praze.  Během studií pracoval jako demonstrátor v anatomickém ústavu, využíval při tom i své kreslířské nadání. Po promoci v roce 1932 vstoupil do armády, kde se mohl snáze uplatnit v chirurgickém oboru. Začal  pracovat v roce 1934 jako sekundář na chirurgickém oddělení Vojenské nemocnice v Josefově, kde získal základní chirurgické dovednosti.  V letech 1937–1939 absolvoval specializační kurz na I. chirurgické klinice prof. MUDr. Arnolda Jiráska. Zde mohl rozvíjet své odborné zájmy a dostat se do styku s moderní chirurgií, provedl zde i svůj první neurochirurgický výkon.
V období protektorátu pracoval v Ústavu plastické chirurgie nemocnice  na Vinohradech u prof. Františka Buriana (1939–1943), poté přešel na chirurgické oddělení jako zástupce primáře Emericha Poláka.  Za svoji aktivní odbornou pomoc při likvidaci velké epidemie tyfu v Terezíně ke konci druhé světové války roku 1945  byl vyznamenán Československou medailí za zásluhy I. třídy. Této epidemii skvrnitého tyfu podlehlo v Terezíně po osvobození přibližně 1500 lidí. V roce 1945 se Zdeněk Kunc  vrátil do armády a stal se členem KSČ. Dostal úkol vybudovat chirurgické oddělení ve Vojenské nemocnici v Plzni. Se svými spolupracovníky se zaměřil především na oblast neurochirurgie, prováděl operace krčních a hrudních výhřezů meziobratlových plotének.

### Kariéra v oboru neurochirurgie
V roce 1948 byl převelen do  Ústřední vojenské nemocnice (ÚVN) v Praze  jako vedoucí chirurgického oddělení, kde prováděl neurochirurgické operace a  systematicky vytvářel podmínky pro vznik moderní samostatné neurochirurgické jednotky. V roce 1950 se habilitoval z chirurgie na lékařské fakultě  UK v Praze  spisem Lumboischiadický syndrom, první monografií o výhřezu ploténky vydanou v Československu.  Spolu s prof. Rudolfem Petrem z Hradce Králové jako první u nás budovali koncepci neurochirurgie jako samostatného oboru.  V roce 1956 vzniklo  v ÚVN Praha druhé specializované neurochirurgické oddělení v Československu, které pod jeho vedením v roce 1959 získalo statut kliniky. Zdeněk Kunc dal na své klinice podnět ke všem směrům tehdejší moderní neurochirurgie včetně stereotaktické neurochirurgie, traumatologie, míšní chirurgie, všech oblastí nádorové a cévní neurochirurgie, chirurgie epilepsie a bolesti, v pozdějších letech i mikroneurochirurgie.   Cílevědomě si vybíral a vychovával spolupracovníky,  širokému okruhu lékařů  umožnil zahraniční stáže. Během normalizace musel čelit jak ze strany armády, tak ze strany fakulty značným problémům.
Jeho práce si postupně získávala mezinárodní uznání. Kliniku navštěvovalo mnoho zahraničních odborníků z celého světa. V roce 1978 se vedení kliniky vzdal, ale pracoval zde až do své smrti  roku 1985. 
Chirurgickou praxi Zdeněk Kunc  spojoval s vědeckou činností.  Napsal více než 160 původních prací, monografie, učebnice, skripta. Je také autorem první československé učebnice neurochirurgie (1968).  Výsledky jeho práce  byly převzaty do mnoha zahraničních monografií a učebnic. Byl zakladatelem a spoluzakladatelem řady chirurgických a především neurochirurgických komisí a společností v Československu i v zahraničí. 

### Ocenění
V roce 1954 se stal generálmajorem. V roce 1975 byl jmenován korespondentem a v roce 1981 akademikem Československé akademie věd (ČSAV). Byl nositelem 12 státních vyznamenání a medailí, mezi nimi Řádu práce  a Řádu republiky, medaile J.E.Purkyně  za zásluhy v biomedicínských vědách, hrdinou socialistické práce.  V roce 1983 mu byla udělena zlatá plaketa ČSAV za zásluhy o vědu a lidstvo.  
Byl čestným členem řady zahraničních  společností a spoluzakladatelem Evropské asociace neurochirurgických společností (EANS). V roce 1970 byl vyznamenán čestným doktorátem na univerzitě v Göteborgu. V roce 1985 obdržel čestnou medaili Světové federace neurochirurgických společností.

## Soukromý život
Zemřel na infarkt myokardu v roce 1985. Je pochován na hřbitově Šárka v Praze.
Byl ženatý s pediatričkou docentkou Zdeňkou Kuncovou, se kterou měl čtyři děti (3 syny a dceru). Bydlel ve vilce s výhledem do údolí Tiché Šárky. Od mládí měl rád umění, dobře kreslil, hodně fotografoval. Volný čas věnoval sportu, především tenisu a turistice. 
Stal se předobrazem hlavního hrdiny románu neuroložky profesorky Valji Stýblové Skalpel, prosím (1981), který zfilmoval v roce 1985 režisér Jiří Svoboda.